# 迪斯卡弗里火山
迪斯卡弗里火山（英語：Mount Discovery）是南極洲的火山，位於莫寧火山以東，海拔高度2,681米，山體在上新世和第四紀形成，該火山在1901至1904年被英國探險隊發現。

## 外部連結
- 美國地質調查局地名資訊系統：迪斯卡弗里火山

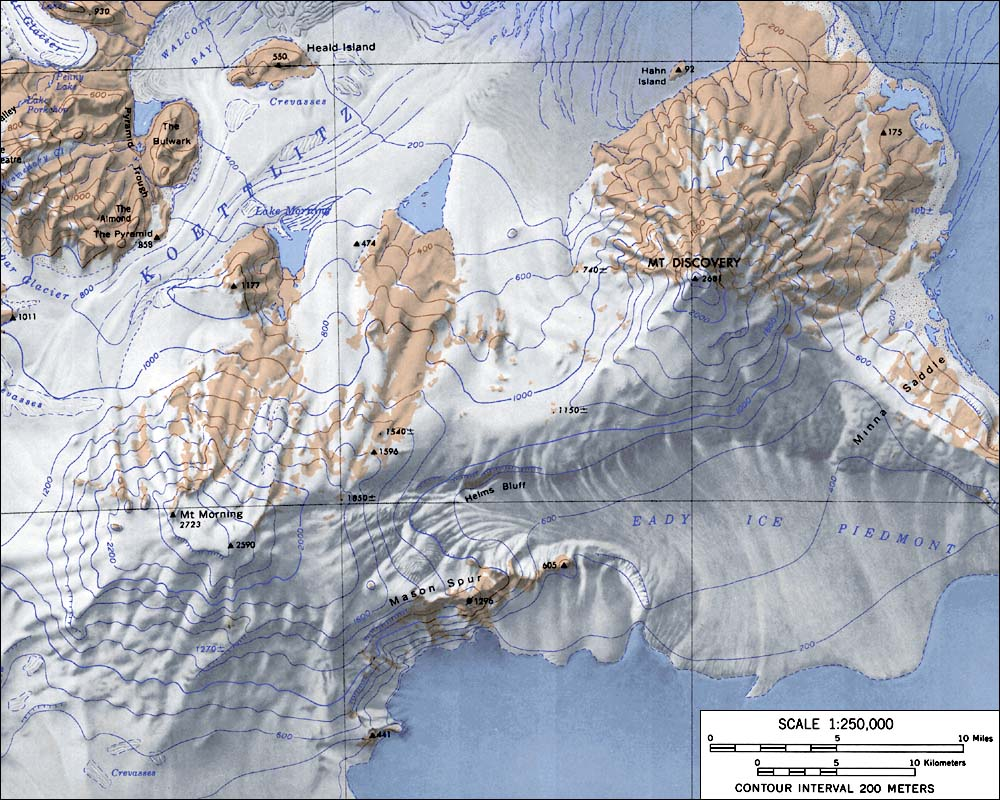

- "Mount Discovery, Antarctica" on Peakbagger （页面存档备份，存于）